# NGC 449

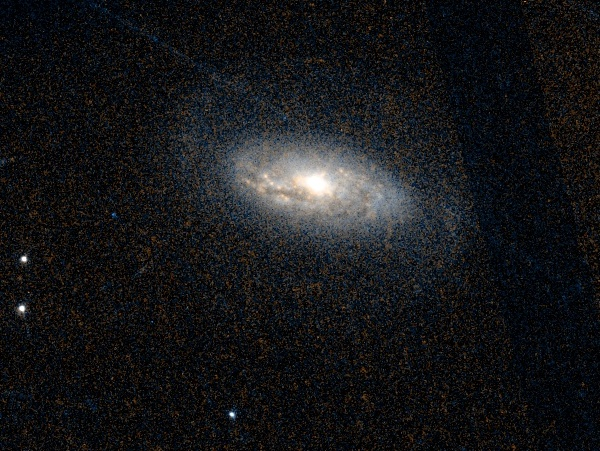
NGC 449 par le télescope spatial Hubble.

NGC 449 est une galaxie spirale entourée d'un anneau située dans la constellation des Poissons. NGC 449 a été découverte par l'astronome français Édouard Stephan en 1881.

## Caractéristiques
Sa vitesse par rapport au fond diffus cosmologique est de 4 491 ± 20 km/s, ce qui correspond à une distance de Hubble de 66,3 ± 4,7 Mpc (∼216 millions d'al).
NGC 449 est une galaxie active de type Seyfert 2 et elle présente une large raie HI. NGC 449 est une galaxie dont le noyau brille dans le domaine de l'ultraviolet. Elle est inscrite dans le catalogue de Markarian sous la cote Mrk 1 (MK 1).

## Groupe de NGC 507
NGC 449 fait partie du groupe de NGC 507. Ce vaste groupe comprend au moins 42 galaxies dont 21 figurent au catalogue NGC et 5 au catalogue IC. Quatre membres de ce groupe sont aussi des galaxies de Markarian. La plus brillante de ces galaxies est NGC 507 et la plus grosse NGC 536.